# Liste der Monuments historiques in Clamart
Die Liste der Monuments historiques in Clamart führt die Monuments historiques in der französischen Gemeinde Clamart auf.

## Liste der Bauwerke
| Bezeichnung                     | Beschreibung | Standort                                                       | Kennzeichnung | Schutzstatus | Datum     | Bild           |
| ------------------------------- | ------------ | -------------------------------------------------------------- | ------------- | ------------ | --------- | -------------- |
| Grabkapelle von Jules Hunebelle |              | Cimetière communal, 26, rue du Bois-Tardieu (Lage)             | PA92000016    | Inscrit      | 2006      | weitere Bilder |
| Kirche Saint-Pierre-Saint-Paul  |              | Place de l’Église (Lage)                                       | PA00088092    | Inscrit      | 1928      | weitere Bilder |
| Maison de retraite Ferrari      |              | 1, place Ferrari Rue du Nord Rue de l’Ouest Rue Taboise (Lage) | PA00088093    | Inscrit      | 1983 2003 | weitere Bilder |
| Hôtel de ville                  |              | 1, avenue Jean-Jaurès (Lage)                                   | PA00088094    | Inscrit      | 1929 1989 | weitere Bilder |
| Haus von Abbé Delille           |              | 26, avenue du Président-Roosevelt (Lage)                       | PA00088095    | Inscrit      | 1954      |                |
| Haus                            |              | 9, rue Chef-de-Ville 10, rue Pierre-et-Marie-Curie (Lage)      | PA92000160    | Inscrit      | 2017      |                |
| La Petite Bibliothèque ronde    |              | 14, cité de la Plaine Rue de Champagne (Lage)                  | PA00125464    | Classé       | 2009      | weitere Bilder |
| Menhir La Pierre aux Moines     |              | Route de la Fontaine aux Lynx (Lage)                           | PA00088096    | Classé       | 1895      | weitere Bilder |

## Liste der Objekte
- Monuments historiques (Objekte) in Clamart in der Base Palissy des französischen Kultusministeriums